# 剣 (小説)
『剣』（けん）は、三島由紀夫の短編小説。全7章から成る。大学の剣道部での人間模様を描いた小説である。清らかな微笑をたたえ、「剣」の道に全霊を傾け、極みを追い求める若い主将が、一部の部員の些細な裏切りによって諌死するまでが描かれ、その結末にもかかわらず、「一種澄妙な透徹感」が全体をつらぬき、無駄なく明瞭な描写力の備わった作品となっている。
1963年（昭和38年）、文芸雑誌『新潮』10月号に掲載され、同年12月10日に講談社より単行本刊行された。文庫版は1971年（昭和46年）7月1日に講談社文庫より刊行の『剣』と、1998年（平成10年）3月10日に講談社文芸文庫より刊行の『中世・剣』に収録された。翻訳版はジョン・ベスター訳（英題：Sword）、中国（中題：剣）などでなされている。
1964年（昭和39年）3月14日に、市川雷蔵の主演により映画化された。

## あらすじ
大学剣道部主将の国分次郎は強く正しく、決然とした姿勢がその剣や生活にも行きわたっているような青年である。後輩で一年生の壬生は次郎を尊敬し、次郎のようになりたいと思っている。次郎の同級生の賀川は、主将として迷いのない次郎の言動がうとましく、傲慢とも感じ、その美しい微笑に嫉妬していた。次郎も賀川も同じ剣道四段だったが、審査の厳しい大学での段位では賀川は三段だった。大学の段位が四段の次郎は、もし連盟の査定を受ければ楽に五段がとれる実力であった。しかし次郎は決して連盟の査定に出ようとはしなかった。そんな余裕のある次郎に賀川は重苦しさと感じ、時あらば彼に反抗し、自分の流儀を主張したいと思っていた。
剣道部の夏の合宿は西伊豆の田子という漁村で行なわれることとなった。合宿場所は円隆寺という禅寺である。主将・次郎の統率の下、海で泳ぐことは禁じられ厳しい稽古が続けられた。合宿8日目に部長の木内が船で着くという電報があり、次郎と副主将らが迎えに出た。そのとき、賀川が、時間が十分あるから次郎がいない隙に海へ泳ぎに行こうと皆を誘う。うだるような暑さの中に投げ入れられた誘惑に皆は乗ったが、壬生だけは断った。しかし、木内や次郎たちが予定より早く車で戻ってきた気配がすると、壬生は急に、1人だけ規律を守った自分を次郎は偽善的に見るのではないかと考え、急いで皆のいる海へ駆けていった。
皆が海から帰ってきた時には、すでに木内と次郎らが本堂にいた。賀川は木内の命令によって東京へ帰らされる罰を受けた。反抗的な賀川は、うなだれる次郎を烈しい目で見つめた。夕食の後、次郎は壬生に、「お前も皆と一緒に海へ行ったのか」と訊ねた。壬生は自分も海に行ったと晴れやかに嘘を言った。
合宿の最後の晩、納会の演芸のさなかに次郎は席を立って行った。稽古着に竹刀を掲げて出て行くのを部員の1人が見かけていたが、夜中になっても戻らないので騒ぎになった。皆で手分けしてあたり一帯を探すと、裏山の頂きの林の中で、腕に竹刀を抱え仰向きに死んでいる次郎を、壬生を含む一隊が発見する。

## 登場人物
国分次郎
大学の剣道部の主将。美しい微笑。強く正しい者になることを、少年時代からの一等大切な課題としている。父親は胃腸病院の院長だが、次郎が中学のころから妾狂いをはじめ、母親はヒステリーになり酒や麻雀に溺れる暗い家庭環境で育つ。国分家の紋は、二葉竜胆の金色の紋。
賀川
次郎と同級生の剣道部員。威を衒い、力を恃むところのある剣。次郎のような純一な烈しさが欠けている。副将にも選ばれなかった。友人でありながら、自分よりも実力や清潔さのある次郎に重苦しさを感じている。校内合宿のときに道場の裏手で喫煙し、次郎に制裁されたことがある。
壬生
19歳。一年生の剣道部員。先輩の次郎を尊敬している。髭がのびない体質。次郎の悪口を言う奴はゆるしておけず、同級生と喧嘩したこともある。のびのびと育ち、年のわりに子供っぽいと家族に思われている。家族にも次郎のことばかり話し、姉妹や母に、「又はじまった」とからかわれている。
木内
50歳。剣道部のOBで監督。肥っていて色が白く、顔の造作も大まか。剣は強いが顔には険しいところが少しもない。すでに嫁いだ娘が2人いる。
若者たち
与太者5、6人。次郎の大学の伝書鳩を空気銃で射撃。銃を持った若者は角ばった顎の気取ったかすれ声。次郎に退治される。
老小使
大学の用務員。小柄な老人。鳩の血がついた次郎の頬を白百合の花びらで拭う。
大学の学生たち
不良3人。大学近くの喫茶店で、トイレの近くに座り、出てくる若い女の客をからかう。下卑た笑い声を立てる。次郎に追っ払われる。
その他の剣道部員たち
試合で、次郎に胴をとられた副将の村田。マネージャーの山岸。その他。

## 主題
三島由紀夫は、1963年（昭和38年）2月に、評論『林房雄論』を発表するが、同年に発表された他の作品と関連し、〈僕の考えを批評の形で出したのが『林房雄諭』だし、小説にしたのが『午後の曳航』や『剣』で、『喜びの琴』はその戯曲といふことになります〉と述べている。
『林房雄諭』には、〈マルクス主義への熱情〉も、明治維新の〈攘夷論〉も同じ〈心情〉から出た〈思想〉であるという三島の考察があり、三島はそれを、〈その志、その「大義」への挺身こそ、もともと、「青年」のなかの攘夷論と同じ、もつとも古くもつとも暗く、かつ無意識的に革新的であるところの、本質的原初的な「日本人のこころ」〉だとしている。
そして『林房雄諭』の中で述べていた一句は、『剣』の主題との関連で、1968年（昭和43年）1月の円谷幸吉の自殺に際しても、次のような一節の中で繰り返し言及されている。
こうした三島の思考である「〈思想〉と〈心情〉のドラマ」、「〈心情〉の純粋な極致」、「〈思想〉、イデオロギーを越えた〈心情〉」が作品主題になり、三島がその〈心情〉に「類のない意義」を見出していることが看取されている。
なお、作品素材となる剣道については、東京学芸大学、国学院大学、学習院大学の剣道部に取材をしている。

## 作品評価・研究
佐伯彰一は『剣』を「かくべつ充実した作品」と評し、クライマックスは主人公の自殺となっているが、「一種澄妙な透徹感が全体をつらぬいていて、爽やかな後味さえのこす」と述べて、その「恐ろしいほど透き通った澄明度、主人公の剣道の構えそのままに一分の隙もない均斉ぶり」において、『憂国』よりも上だと賞讃している。そして剣道の動作を表わす描写を、明澄で「フィジカルな力にあふれた描写」とし、そこに見られる「鮮明なイメージ」を、「無駄のない直截さ」と評しながら、その文体は「必要なものは、くまなく形象化されながら、一切の贅肉は思いきりよく剃り落とされ」て、柔軟かつ張りつめているとしている。
そして、主人公を〈稀な、孤独な〉人物だと簡素に表現している三島の描き方について佐伯は、人物像を綿密に描かないことによって、「緊張と一貫性の効果」を生み、「鋭利な一瞬の疾駆のような、見事な虚像」となっているとし、ヘミングウェイが〈稀な、孤独な〉漁師や闘牛士を「鋭利な筆致」で「古き良きアメリカの魂」を描いたように、三島もまた、『剣』のような「見事な主人公を通じて、古き良き日本の魂をとらえ得た」と評しつつ、その「抽象化し、純化して、ほとんど余白で暗示に頼るという筆致もまた、古き良き日本の芸術の方法」であったと解説している。
佐藤秀明は、最後の主人公の合理的には割り切れない決意には、三島が『林房雄論』や、『剣』と関連して円谷幸吉への献辞でも述べる〈純潔を誇示する者の徹底的な否定、外界と内心のすべての敵に対するほとんど自己破壊的な否定、……云ひうべくんば、青空と雲とによる地上の否定〉という〈変革の原理〉へと結びつく情念があり、それは三島文学に見られる「現実が許容しない詩」とも言い換えられると考察しながら、それを三島は、〈もつとも古くもつとも暗く、かつ無意識的に革新的であるところの、本質的原初的な「日本人のこころ」〉として掘り起こしていると解説している。
松本徹は、『剣』や『林房雄論』などを書いていたこの時期の三島の心境について、思想、イデオロギーを越えた、「われわれの内を強く流れる心情とでも言うべきもの」へと関心を向けていたと解説している。また、ささいな裏切りも許さず自決した主人公の最後を、「剣の強さがガラスのように繊細で透明なものとなり、砕け散るところ」が捉えられていると評している。
菅原洋一は、「三島の短編のみならず、その作品中でも、屈指の作品のひとつである」と『剣』を評し、〈青年だけがおのれの個性の劇を誠実に演じることができる〉と考えていた三島の言葉を引きながら、「（三島）自身の分身ともいうべき次郎の死は、むしろ完成劇であった」と解説している。
そして、〈ただ一点を添加することによつて瞬時にその世界を完成する死〉という、三島が語っていた言葉を挙げ、「次郎の唐突な死」がそれであったと指摘しつつ、それは作者・三島の「浪曼」であり、「次郎の心情の顕在化」でもあると共に、『剣』の幕切れにふさわしい「強烈な完成」だと論考している。また、冒頭と結末部において、次郎の黒胴につけられた「二葉竜胆の金いろの紋」が、意図された符牒のようになっている点を解説しながら、竜胆の花言葉（強い正義感、的確、誠実、悲しんでいるあなたを愛する）と『剣』のクライマックスが重なり印象的だと評している。

## 映画化
『剣』（大映） 1964年（昭和39年）3月14日封切。モノクロ 1時間35分。『斬る』、『剣鬼』と並び、三隅の「剣三部作」と呼ばれている。
原作にはない女性の登場人物が加えられている。
公開時の惹句は、「この汗の中に生きがいがある！　現代の誘惑を叩きつぶしてひたぶるに命を燃やす異常な青年！」「誘惑の風を斬って剣の心に生命を賭けた一学徒の異常な生涯を描く！」、「彼はアンチ現代だ！とぎすまされた世界に命をかけた異様な現代青年！」である。
併映は、池広一夫監督の『座頭市千両首』（勝新太郎、坪内ミキ子出演）。

### スタッフ
- 監督：三隅研次
- 助監督：友枝稔議
- 脚本：舟橋和郎
- 企画：市川雷蔵、藤井浩明、財前定生
- 撮影：牧浦地志
- 美術：内藤昭
- 編集：菅沼完二
- 音楽：池野成
- 照明：山下礼二郎
- スチール：藤岡輝夫

### キャスト
- 国分次郎：市川雷蔵
- 壬生：長谷川明男
- 伊丹真理：藤由紀子
- 賀川：川津祐介
- 藤代滋子：紺野ユカ
- 国分誠一郎（次郎の父）：稲葉義男
- 木内：河野秋武
- 壬生早苗：小桜純子
- 国分ひろ子（次郎の母）：角梨枝子
- 多田：高見国一

### 映画化までの背景・評価
『剣』は、小説発表からわずか5か月で映画化された。雑誌に掲載された小説を市川雷蔵が読んで、自ら映画化を希望した。雷蔵は1964年（昭和39年）が明けるとすぐ撮影準備に入り、三島も参加する午前4時の寒稽古（学習院大学剣道部）見学をしているが、多忙を極める2人がここまでするのは、作品への情熱、そして、三島が雷蔵を本物の俳優だと認め、期待していたからだろうと、大西望は述べている（炎上 (映画)#市川雷蔵と三島由紀夫も参照）。
『剣』はテレビドラマとしても映像化されているが、三島はそのドラマと映画を比較し、「加藤剛の主役は、みごとな端然たるヒーローだが、映画の主役の雷蔵と比べると、或るはかなさが欠けてゐる。これはこの役の大事な要素だ」と感想を「週間日記」の金曜日に書いている。
塩田長和は『日本映画五十年史』の中で、映画『剣』について、「ここでは雷蔵が三島の分身ではないかと思わせられるほどだった」と評している。大西望は、雷蔵が次郎の正しさ強さ、「はかなさ」を見事に表現し、三島の理想を体現することに成功していると評し、「三島由紀夫が描き、市川雷蔵が体現した反時代的な青年は、三島の理想とした反時代的な〈美〉を象徴する人物でもある。三島はこういった青年を描くときに、共通した特徴を持たせている。それが〈微笑〉である」としている。また、市川雷蔵という俳優自体に、「生活臭がなく人生にも芸道にもストイックなところ」があったとし、そこが、「人生」よりも「美」を選ぶ三島作品の主人公たちを表現できた理由だと解説している。

## テレビドラマ化
- 近鉄金曜劇場『剣』（TBS）[注釈 1]
  - 1964年（昭和39年）5月8日 金曜日 20:00 - 20:56
  - 脚色：山田正弘[23]
  - 演出：高橋一郎[23]
  - 出演：加藤剛、真船道朗、浜田晃、新克利、岸田森、高津住男、蜷川幸雄、村上允俊、清水将夫、北見治一、荒谷甫水、藤林正巳[23]

## おもな刊行本
- 『剣』（講談社、1963年12月10日） NCID BN04778142
  - 装幀：真鍋博。クロス装。貼函。紺色細帯。232頁
  - 収録作品：「剣」「月」「葡萄パン」「雨のなかの噴水」「苺」「帽子の花」「魔法瓶」「真珠」「切符」
- 文庫版『剣』（講談社文庫、1971年7月1日） 
  - カバー装幀：亀倉雄策。解説：佐伯彰一
  - 収録作品：単行本と同じ。
- 文庫版『中世・剣』（講談社文芸文庫、1998年3月10日）
  - カバー装幀：菊地信義。解説：室井光広「寄物陳思という方法」。年譜・著書目録作成：安藤武
  - 収録作品：「中世」「夜の仕度」「家族合せ」「宝石売買」「孝経」「剣」
  - ※ 2005年1月25日発行の2刷で、年譜・著書目録を削除。
- 英文版『Acts of Worship: Seven Stories』（訳：ジョン・ベスター）（Kodansha International、1989年。HarperCollins Publishers Ltd、1991年6月）
  - 収録作品：雨のなかの噴水（Fountains in the Rain）、葡萄パン（Raisin Bread）、剣（Sword）、海と夕焼（Sea and Sunset）、煙草（Cigarette）、殉教（Martyrdom）、三熊野詣（Act of Worship）

### アンソロジー収録
- 『時よとまれ、君は美しい―スポーツ小説名作集』（角川文庫、2007年12月）
  - 編集・解説：齋藤愼爾
  - 収録作品：三島由紀夫「剣」、安部公房「時の崖」、安岡章太郎「球の行方」、山川方夫「昼の花火」、井上靖「チャンピオン」、倉橋由美子「100メートル」、井上ひさし「ナイン」、清水義範「いわゆるひとつのトータル的な長嶋節」、五味康祐「一刀斎は背番号6」、石原慎太郎「北壁」

### 全集収録
- 『三島由紀夫全集17巻』〈第8回配本〉（新潮社、1973年12月25日）
  - 背革紙継ぎ装。貼函。帯。四六判。旧字・旧仮名遣い。
  - 装幀：杉山寧。口絵写真1頁1葉（著者肖像）あり。
  - 月報：松本道子「或る日の思い出」。佐伯彰一《評伝・三島由紀夫》8「二つの遺作（その7）」。虫明亜呂無《同時代評から》8「『英霊の声』『絹と明察』などをめぐって」
  - 収録作品：「剣」「絹と明察」「月澹荘綺譚」「三熊野詣」「孔雀」「朝の純愛」「仲間」「英霊の聲」「荒野より」「時計」「蘭陵王」
  - ※ 同一内容で豪華限定版（総革装。天金。緑革貼函。段ボール夫婦外函。A5変型版。本文2色刷）が1,000部あり。装幀：杉山寧
- 『三島由紀夫短篇全集』〈下巻〉（新潮社、1987年11月20日）
  - 布装。セット機械函。四六判。2段組。
  - 収録作品：「家庭裁判」から「蘭陵王」までの73篇。
- 『決定版 三島由紀夫全集20巻・短編6』（新潮社、2002年7月10日）
  - 貼函。布クロス装。丸背。箔押し2色。帯。四六判。旧字・旧仮名遣い。
  - 装幀：新潮社装幀室。装画：柄澤齊。口絵写真1頁1葉（著者肖像）あり
  - 月報：金子國義「優しく澄んだ眼差し」。出久根達郎「商人根性」。田中美代子《小説の創り方》20「精霊の来訪」
  - 収録作品：「憂国」「苺」「帽子の花」「魔法瓶」「月」「葡萄パン」「真珠」「自動車」「可哀さうなパパ」「雨のなかの噴水」「切符」「剣」「月澹荘綺譚」「三熊野詣」「孔雀」「朝の純愛」「仲間」「英霊の声」「荒野より」「時計」「蘭陵王」、参考作品21篇、異稿5篇、創作ノート